# Новосёловка (Новгород-Северский район)
Новосёловка (укр. Новоселівка) — село в Новгород-Северском районе Черниговской области Украины. Граничит с Погарским районом. Население — 29 человек. Занимает площадь 0,18 км². С 2016 года в селе никто не проживает.
Почтовый индекс: 16020. Телефонный код: +380 4658.

## Власть
Орган местного самоуправления — Гремячский сельский совет. Почтовый адрес: 16020, Черниговская обл., Новгород-Северский р-н, с. Гремяч, ул. Ленина, 173.